# Enrico Kulovits
Enrico Kulovits (* 29. Dezember 1974 in Güttenbach) ist ein ehemaliger österreichischer Fußballspieler und nunmehriger -trainer.

## Karriere

### Als Spieler
Er begann seine Profikarriere 1994 in der 2. Division bei der SV Oberwart. Von dort holte ihn der Jugendleiter des Grazer AK, Werner Gregoritsch, nach Graz. Bei den Athletikern kam er ab 1997 unter Trainer Klaus Augenthaler zu ständigen Einsätzen in Meisterschaft, Cup und Europacup. Im Jahr 2000 stand der Burgenländer im Cup- und Supercupsieger-Team des GAK. Nach einem Leihvertrag bei Schwarz-Weiß Bregenz ab der Frühjahrsrunde der Saison 2001/02 kehrte er im Sommer 2003 nach Graz zum GAK zurück und gehörte damit auch dem Meisterkader der Athletiker an. Im Frühjahr 2004 wurde er nach Griechenland zu AO Xanthi verliehen, in der Sommerpause sicherte sich Admira Wacker Mödling für die Saison 2004/05 seine Dienste. Nach einer vollen Saison beim SV Mattersburg wurde er Sommer 2006 vom FC Lustenau 07 verpflichtet. Nach zwei Saisonen bei den Vorarlbergern in der zweiten Leistungsstufe wechselte er im Sommer 2008 zurück zum mittlerweile in der Regionalliga Mitte spielenden GAK, dort soll er als Spieler wie auch als Co-Trainer der Amateure tätig sein. Ab 2009 war er beim steirischen Sportklub Werndorf tätig. Obwohl er ursprünglich als Spieler engagiert wurde, wurde er im Winter zum Spielertrainer befördert und schaffte gleich den Aufstieg in die Oberliga Mitte West. Dennoch wechselte er im Juli 2010 zu seinem Heimatverein SV Güttenbach, wo er mit Ende des Jahres 2011 seine aktive Karriere ausklingen ließ. Von 2005 bis 2012 trat Kulovits bei seinem Heimatverein aus Güttenbach auch als Funktionär in Erscheinung.

### Als Trainer
Bei seiner Rückkehr zum Grazer AK im Jahr 2008 war Kulovits, der bereits im Jahr 2002 einen Nachwuchsbetreuerlehrgang beim Verband absolviert hatte, kurzzeitig als Co-Trainer der zweiten Mannschaft der Grazer tätig und übernahm bald darauf die Agenden des Co-Trainers der ersten Mannschaft, die er bis Saisonende ausführte. Zwischenzeitlich sprang er im Herbst 2008, nach dem Abgang von Heimo Kump zu Saisonende und dem nur einmonatigen Wirken von Gregor Pötscher, für einige Wochen auch als Interimstrainer der zweiten Mannschaft ein, ehe Anfang Oktober 2008 mit Thomas Hösele ein neuer Trainer gefunden wurde.
Zur Saison 2009/10 übernahm er den SK Werndorf mit Spielbetrieb in der sechstklassigen Unterliga Mitte und schaffte mit der Mannschaft, nach 20 Siegen aus 26 Meisterschaftspartien, überlegen den Aufstieg in die nächsthöhere Oberliga Mitte West. Dort gelang dem Team fast der Durchmarsch in die steirische Landesliga; am Ende fehlten jedoch fünf Punkte auf den Meister FC Großklein. Nachdem er die Mannschaft in der Spielzeit 2011/12, in der er auch als Sektionsleiter tätig war, auf den fünften Tabellenplatz geführt hatte, tat sich für Kulovits ein nächster Karriereschritt in eine höhere Liga auf.
Im Sommer 2012 trat er die Trainerstelle beim USV Allerheiligen in der Regionalliga Mitte an, den er bis September 2013 trainierte, ehe er zum SV Eltendorf in die Landesliga Burgenland wechselte. Im Sommer 2017 wechselte Kulovits als Trainer zum USV Mettersdorf in die Landesliga Steiermark.
Zusätzlich ist Kulovits, der die UEFA-Lizenz besitzt, seit Juni 2017 bei der österreichischen U-21-Nationalmannschaft im Betreuerstab von Teamchef Werner Gregoritsch als Mentaltrainer tätig.
Zur Saison 2018/19 übernahm Kulovits den Regionalligisten SC Kalsdorf. Im Oktober 2018 trennte sich Kalsdorf von Kulovits. Kalsdorf befand sich zum Zeitpunkt der Trennung nach 14 Spieltagen auf dem 13. Tabellenrang.
Im Jänner 2019 wurde er Trainer des Tabellenführers der Regionalliga Mitte, dem Grazer AK, für den er bereits als Spieler aktiv gewesen war. Kulovits löste David Preiß ab, der aus Lizenzgründen zum Teamchef des GAK wurde. Nachdem er mit dem GAK in die 2. Liga aufgestiegen war, verließ er den Verein nach der Saison 2018/19.
Ab der Saison 2019/20 arbeitete er in der AKA Burgenland, wo er bis zum Sommer 2023 tätig war. Danach kehrte er wieder zurück zum GAK, wo er seitdem als Trainer der U-18-Akademiemannschaft in Erscheinung tritt.

## Trivia / Privates
Kulovits ist seit 1997 ein Fixbestandteil im österreichischen Fernsehprogramm. Eine seit damals laufende Einspielung zur Totovorschau im ORF zeigt Kulovits in einer Spielszene aus der Saison 1997/98.
Von 2009 bis 2012 studierte Kulovits an der Fachhochschule Wiener Neustadt Betriebswirtschaft und Wirtschaftspsychologie und schloss seine Studien mit einem Bachelor of Arts (BA) ab.

## Erfolge
- ÖFB-Cup und Supercup 2000
- Österreichischer Meister 2004